# 三好長秀
三好 長秀（みよし ながひで）は、戦国時代（室町時代後期）の武将。細川氏の重臣。三好之長の嫡男。子に元長、康長など（但し、元長は之長の子といわれる説もあり、長秀の弟であるとする説もある）。三好長慶の祖父に当たる。

## 生涯
文明11年（1479年）、細川氏の重臣・三好之長の子として生まれる。父と同じく智勇に優れた武将で、早くから細川政元に仕えて重用された。しかし主君の政元は修験道に凝って政務を放棄することもあり、あるときには大名の座を捨てて他国で修行したいと言い出して父と共に諫めている。政元の後継者問題では父と共に細川澄元を支持し、政元が細川澄之派の家臣によって暗殺される（永正の錯乱）と、父と共に澄之を討って澄元を擁立した。この時、父が澄元と対立して剃髪したことから父に代わって澄元の執事になった。
しかし同じく政元の養子であった細川高国が澄元の後継を認めず、大内義興と共に足利義稙を擁立して澄元に反抗する。このため、長秀は父と共に高国・義興らと戦った。永正6年（1509年）6月、長秀は父と共に京都を奪還しようとして高国らと戦うが敗れ（如意ヶ嶽の戦い）、之長は阿波に敗走し、長秀も伊勢山田に敗走したが、ここで高国と縁戚関係にあった北畠材親の攻撃を受けて弟の頼澄と共に自害に追い込まれた。享年31。